# KisMAC

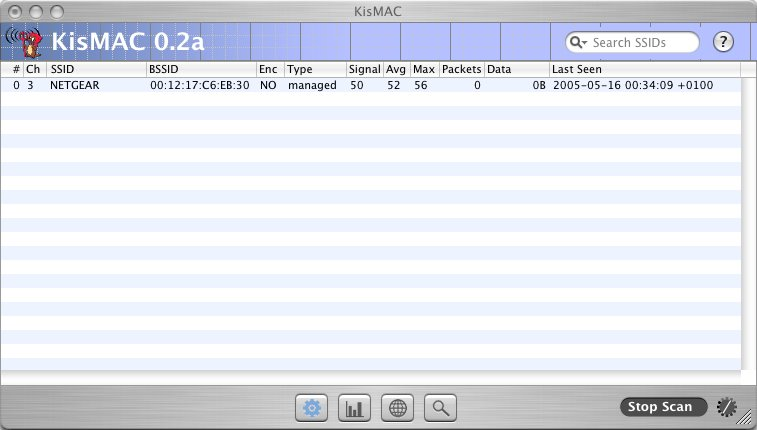
Schermafbeelding van KisMAC op Mac OS X

KisMAC is een softwarepakket dat gebruikt wordt voor de beveiliging van draadloze Wi-Finetwerken. Het besturingssysteem waar KisMAC op draait, is Mac OS X. De naam KisMAC is afgeleid van de naam Kismet, een softwarepakket dat soortgelijke functionaliteit heeft, maar dat verder niets met KisMAC te maken heeft. Het pakket wordt vooral gebruikt door ervaren beveiligingsmedewerkers, omdat het voor beginners op dat gebied niet eenvoudig in het gebruik is.
Het pakket is geschreven door een Duitse informaticus, Michael Rossberg, en KisMAC werd tot 27 juli 2007 ook door hem als project onderhouden. Hij trok zich uit dit project terug vanwege een nieuwe wet in Duitsland, die de productie en distributie van beveiligingssoftware verbood. Later werd de software op en Zwitserse en Nederlandse website ondergebracht, waarbij de broncode ook via Google Code beschikbaar gemaakt werd. In reactie op deze Duitse wetgeving staat er op de oorspronkelijke Duitse website van KisMAC een zeer sterke aanklacht tegen Duitse politici, waarbij zij incompetent worden genoemd.
Zoals bij Kismet het geval is, is een belangrijk kenmerk van KisMAC dat het geheel passief draadloze netwerken kan afluisteren en hier informatie over kan inwinnen. De typen draadloze netwerken die door KisMAC ondersteund worden, zijn 802.11b en 802.11g, beiden zijn Wi-Finetwerken. Bij dit soort netwerken betekent passiviteit, dat niet met een Wi-Fi Access Point hoeft te worden geassocieerd. KisMAC kan verder ook tonen, welke computers met een Wi-Fi Access Point verbonden zijn, inclusief hun IP-adressen, MAC-adressen en hoe sterk hun signaal is.
KisMAC is uitgegeven onder de GNU General Public License, wat inhoudt dat het gratis software is.
Het passieve zoeken naar draadloze netwerken doet KisMAC met netwerkkaarten die door dit pakket ondersteund worden. Dat zijn onder meer de AirPort, en AirPort Extreme van Apple, en vele netwerkkaarten van derde partijen. Op alle netwerkkaarten die door Mac OS X worden ondersteund kan het actief naar draadloze netwerken zoeken en hier informatie over inwinnen. Op verschillende manieren kan het WEP en WPA keys kraken. Verder kan het de namen van verborgen draadloze netwerken, ontdekken en tonen. Als zodanig kan het behalve voor legitieme doeleinden, de beveiliging van draadloze netwerken, ook voor illegale doeleinden, bijvoorbeeld het kraken of illegaal afluisteren ervan voor informatiediefstal, gebruikt worden. Het pakket kan informatie opslaan in pcap-formaat, die door programma's zoals Wireshark kan worden ingelezen. Verder ondersteunt het pakket GPS, waarmee de locatie van draadloze netwerken exact kan worden bepaald, en rfmon, een modus van een draadloze netwerkkaart waarmee draadloos netwerkverkeer volledig passief kan worden afgeluisterd.